# Andreas Libavius
Andreas Libavius (ur. ok. 1540 w Halle, zm. 25 lipca 1616 w Coburgu) – niemiecki filozof, lekarz i alchemik, jeden z najważniejszych obok Paracelsusa nowożytnych przedstawicieli chemii medycznej, inaczej - jatrochemii. Autor dzieła Alchymia (1597), uważanego za pierwszą encyklopedię chemii. Opisał w nim m.in. sposoby otrzymywania kwasu solnego oraz wody królewskiej.

## Życiorys
Urodził się jako Andreas Libau. Niektóre ze swoich pism teologicznych (Analysis dialectica colloqui Ratisbonensis, 1603 oraz Gretserus triumphans, 1604) opublikował jako Basilius de Varna.
W 1591 był inspektorem szkolnictwa w Rothenburg ob der Tauber.